# Sydvästra Birkalands ekonomiska region
Sydvästra Birkalands ekonomiska region (finska: Lounais-Pirkanmaan seutukunta) är en av ekonomiska regionerna i landskapet Birkaland i Finland. 
Folkmängden i Sydvästra Birkalands ekonomiska region uppgick den 1 januari 2013 till 28 950 invånare, regionens  totala areal utgjordes av 1 895 kvadratkilometer och landarealen utgjordes av 1 790  kvadratkilometer.  I Finlands NUTS-indelning representerar regionen nivån LAU 1 (f.d. NUTS 4), och dess nationella kod är 068.

## Förteckning över kommuner
Sydvästra Birkalands ekonomiska region består av följande två kommuner: 
- Sastamala stad
- Punkalaiduns kommun

Samtliga kommuners språkliga status är enspråkigt finska.